# Forte de Mariocai
O Forte de Mariocai localizava-se entre a foz do rio Peri e a do rio Acaraí, à margem esquerda do rio Xingú, afluente da margem direita do rio Amazonas, próximo ao atual município de Porto de Mós, no interior do estado do Pará, no Brasil.

## História
No contexto da segunda das Invasões holandesas do Brasil (1630-1654), um novo assalto neerlandês ao Forte de Gurupá foi tentado. A seu respeito CERQUEIRA E SILVA (1833), deixou registrado:
"Ainda depois de expulsos [os neerlandeses] do Maranhão pretenderam em 1647 estabelecer-se em Gurupá, fortificando-se novamente no sítio Maricary com oito embarcações, todas debaixo do comando de Bandergué, mas foram daí expulsos pelo Capitão-mor do Pará Sebastião de Lucena de Azevedo, depois de um combate sanguinolento." (op. cit., p. 193)
SOUZA (1885) nomeia o comandante neerlandês como "capitão Baldregues", indicando como data da expulsão o ano de 1648 (op. cit., p. 66). Ainda de acordo com o mesmo autor, em 1871 foram encontrados dois canhões no local, remanescentes daquela fortificação neerlandesa (op. cit., p. 68). VARNHAGEM nomeia-o como "Van der Goes". (OLIVEIRA, 1968:743)
GARRIDO (1940) refere a estrutura da fortificação como sendo de taipa, e registra a data da conquista desse estabelecimento, pelo mesmo Capitão-mor, em 1641 (op. cit., p. 22).
BARRETTO (1958) remonta esta fortificação ao primeiro decênio do século XVII, localizando-a na ilha de Gurupá (ver Forte de Santo Antônio de Gurupá) (op. cit., p. 35).
Outros autores localizam ainda este forte junto ao lago de Mariocai, em território do atual estado do Amapá.
OLIVEIRA (1968) entende, seguindo Rodolfo Garcia, responsável pela atualização e notas da obra "História Geral do Brasil" de Francisco Adolfo de Varnhagen, que o lugar de "Maricari" não é o mesmo "Mariocaí", e sim "Maiacaré" (ver Fortim Neerlandês do Rio Maiacaré), no litoral do atual território do Amapá de onde, sim, os invasores neerlandeses teriam sido expulsos por Lucena de Azevedo em 1646. (op. cit., p. 743)